# Khera Khurd
Khera Khurd é uma vila no distrito de North West, no estado indiano de Deli.

## Demografia
Segundo o censo de 2001, Khera Khurd tinha uma população de 8813 habitantes. Os indivíduos do sexo masculino constituem 56% da população e os do sexo feminino 44%. Khera Khurd tem uma taxa de literacia de 72%, superior à média nacional de 59,5%: a literacia no sexo masculino é de 78% e no sexo feminino é de 65%. Em Khera Khurd, 13% da população está abaixo dos 6 anos de idade.